# Distels
Distels zijn planten van het geslacht Carduus.
Het zijn stekelige planten met bloemen in hoofdjes, omgeven door puntige omwindselblaadjes.
De kleur is meestal rood tot paars, soms lila of wit.
De vruchtjes aan de top zijn voorzien van vruchtpluis (distelpluis).
Het is een tweejarige plant: in het eerste jaar vormen zich de wortel en het bladrozet; in het tweede jaar ontwikkelen zich de bloemen en vruchten.

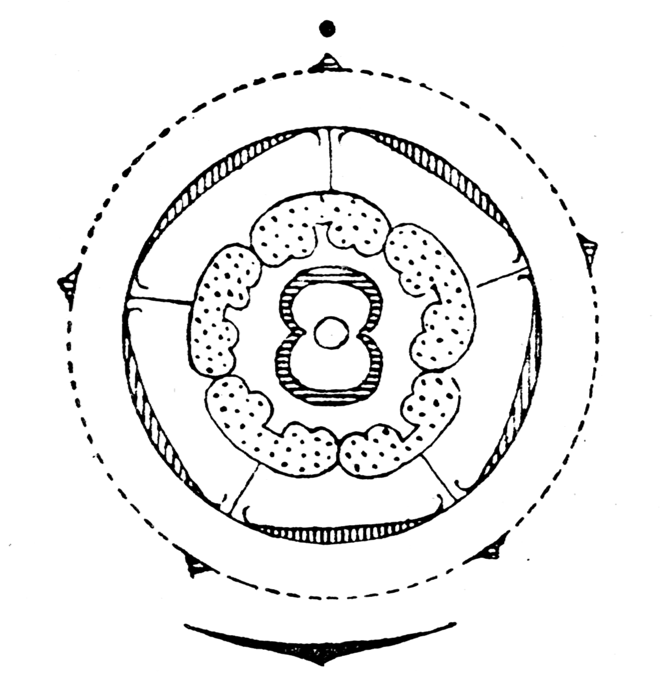
Bloemdiagram van Carduus

## Soorten in Nederland en België
- Tengere distel (Carduus tenuiflorus)
- Kruldistel (Carduus crispus)
- Knikkende distel (Carduus nutans)
- Langstekelige distel (Carduus acanthoïdes)

## Andere "distels"
Ook veel samengesteldbloemigen van andere geslachten dan Carduus worden in het spraakgebruik distels genoemd; veel hebben ook een soortnaam die eindigt op -distel; bijvoorbeeld die van het geslacht Cirsium ( vederdistels) en Sonchus (melkdistels) en Onopordum acanthium ( wegdistel).
De blauwe zeedistel heeft wel vergelijkbare gepunte bladeren, maar is zelfs geen samengesteldbloemige; de plant hoort bij de schermbloemenfamilie.
... · 
C. acanthoides (Langstekelige distel) · 
C. crispus (Kruldistel) · 
C. nutans (Knikkende distel) · 
C. tenuiflorus (Tengere distel) · 
...